# Keithroy Freeman
Keithroy Junior Royston Freeman (* 16. Oktober 1993 in Saint Paul’s) ist ein Fußballspieler von St. Kitts und Nevis.

## Karriere

### Klub
Mindestens seit der Saison 2011/12 spielt er beim St. Paul’s United FC.

### Nationalmannschaft
Seinen ersten Einsatz für seine Nationalmannschaft erhielt er am 22. Februar 2016, bei einem 3:0-Freundschaftsspielsieg über Bermuda, als er in der 85. Minute für Kimaree Rogers eingewechselt wurde. Im selben Jahr folgte ein Kurzeinsatz bei der Qualifikation zur Karibikmeisterschaft, sowie eine Startelf-Aufstellung in einem weiteren Freundschaftsspiel. Im März 2021 wurde er erneut eingesetzt.